# کاتبرت همیلتون
کاتبرت همیلتون (به زبان انگلیسی: Cuthbert Hamilton) (زادهٔ ۱۸۸۵ و فوت در سال ۱۹۵۹) نقاش بریتانیایی در ارتباط با جنبش دوران‌گری و بعد با گروه ایکس بود. او یکی از پیشگامان هنر انتزاعی در بریتانیا بود.
کاتبرت همیلتون همانند ویندهام لوئیس در مدرسهٔ هنر اسلید هنرآموزی کرد و معاصر او بود. در ۱۹۱۲ او با ویندهام لوئیس در دکوراسیون کلوپ شبانه غار گوسالهٔ طلایی در لندن کمک کرد و در سال بعد به کارگاه‌های امگا پیوست.
در سال ۱۹۱۳ ویندهام لوئیس با راجر فرای بر سر کمیسیون کارگاه امگا دچار اختلاف شدند. برای همین همیلتون به همراه دیگر نقاشان، ویلیام رابرتز، فردریک اچلز، ادوارد وادسورث و هنری گودیه-برژسکا کارگاه امگا را ترک کردند. آن‌ها به حمایت از ویندهام لوئیس پرداختند و در مارس ۱۹۱۴ زمانی که «مرکز هنر شورشی» را بنیاد نهاد به او پیوستند. همان هنرمندانی که بعداً جنبش هنری دَوَران‌گری یا ورتیسیسم را شکل دادند. همیلتون یکی از امضاءکنندگان بیانیه ورتیسیست بود و همچنین به نخستین شماره از مجلهٔ ورتیسیست «بلاست» کمک مادی کرده است.
همیلتون در سال‌های ۱۹۱۵ و ۱۹۱۶ در محلهٔ کِنزینگتون لندن سفال‌گری یومن را باز کرد. او در جریان جنگ جهانی اول پاسبان ویژه بود. بعد از پایان جنگ کارش را با گروه جدید ایکس به نمایش گذاشت که به عنوان یک گروه آوانگارد توسط ویندهام لوئیس و ادوارد مک‌نایت کوفر شکل گرفته بود.
او با دختر یک فعال بانفوذ بیمه ازدواج کرد و در سال ۱۹۲۰ سفال‌گری یومن را تعطیل کرد و تا آخر عمر کارهای هنری خود را در نمایشگاه‌های هنری شرکت نداد.